# Monacos Grand Prix 1958
Monacos Grand Prix 1958 var det andra av elva lopp ingående i formel 1-VM 1958.  

## Resultat
1. Maurice Trintignant, R R C Walker (Cooper-Climax), 8 poäng
2. Luigi Musso, Ferrari, 6
3. Peter Collins, Ferrari, 4
4. Jack Brabham, Cooper-Climax, 3
5. Harry Schell, BRM, 2
6. Cliff Allison, Lotus-Climax

### Förare som bröt loppet
- Wolfgang von Trips, Ferrari (varv 91, motor)
- Joakim Bonnier, Jo Bonnier (Maserati) (71, olycka)
- Graham Hill, Lotus-Climax (69, bakaxel)
- Roy Salvadori, Cooper-Climax (56, växellåda)
- Mike Hawthorn, Ferrari (47, bränslepump) 1 poäng
- Stirling Moss, Vanwall (38, motor)
- Jean Behra, BRM (29, bromsar)
- Giorgio Scarlatti, Giorgio Scarlatti (Maserati) (28, motor)
- Tony Brooks, Vanwall (22, motor)
- Stuart Lewis-Evans, Vanwall (11, överhettning)

### Förare som ej kvalificerade sig
- Ron Flockhart, R R C Walker (Cooper-Climax)
- Ken Kavanagh, Ken Kavanagh (Maserati)
- Gerino Gerini, Scuderia Centro Sud (Maserati)
- Bruce Kessler, B C Ecclestone (Connaught-Alta)
- Paul Emery, B C Ecclestone (Connaught-Alta)
- Maria Teresa de Filippis, Maria Teresa de Filippis (Maserati)
- André Testut, Monte Carlo Auto Sport (Maserati)
- Giulio Cabianca, OSCA
- Luigi Piotti, OSCA
- Horace Gould, Scuderia Centro Sud (Maserati)
- Ron Flockhart, BRM
- Bernie Ecclestone, B C Ecclestone (Connaught-Alta)
- Luigi Taramazzo, Ken Kavanagh (Maserati)
- Louis Chiron, Monte Carlo Auto Sport (Maserati)
- Paco Godia, Francisco Godia-Sales (Maserati)